# Albert Smith
Albert Smith, britanski general, * 1896, † 1959.